# Ihor Żabczenko
Ihor Wałentynowycz Żabczenko, ukr. Ігор Валентинович Жабченко, ros. Игорь Валентинович Жабченко, Igor Walentinowicz Żabczienko (ur. 1 lipca 1968 w Kijowie) – ukraiński piłkarz, grający na pozycji obrońcy lub pomocnika, Ukrainy, trener piłkarski.

## Kariera piłkarska

### Kariera klubowa
Wychowanek Szkoły Piłkarskiej Dynama Kijów. Pierwszy trener - Ołeksandr Szpakow. W 1986 rozpoczął karierę piłkarską w drużynie rezerwowej Dynama. Przez wysoką konkurencję nie potrafił przebić do podstawowego składu i po trzech sezonach przeniósł się do Dynamo Biała Cerkiew, który był farm klubem kijowskiej drużyny. W 1990 próbował swoich sił w Zenicie Leningrad, ale po 3 rozegranych meczach powrócił do Ukrainy, gdzie został piłkarzem Kreminia Krzemieńczuk. W 1993 przeszedł do Czornomorca Odessa. W 1996 bronił barw zagranicznych klubów Bene Jehuda Tel Awiw oraz Rotor Wołgograd. Następnie po występach w Szachtarze Donieck i Sudnobudiwnyku Mikołajów powrócił w sezonie 1998/99 do Czornomorca. Kolejnymi klubami w jego karierze były Metałurh Donieck oraz Metałłurg Krasnojarsk. Karierę piłkarską zakończył w 2001 jako piłkarz Systemy-Boreksu Borodzianka.

### Kariera reprezentacyjna
28 października 1992 roku debiutował w narodowej reprezentacji Ukrainy w zremisowanym 1:1 meczu towarzyskim z Białorusią. Łącznie rozegrał 11 gier reprezentacyjnych.

## Kariera trenerska
Po zakończeniu kariery piłkarskiej (po 1 meczu w składzie Systemy-Boreksu Borodzianka) został jej głównym trenerem. Od 2003 pracował z juniorskimi reprezentacjami Ukrainy U-17 i U-19. W lipcu 2008 przyjął propozycję pracy na stanowisku głównego trenera Zirki Kirowohrad. 1 lipca 2010 roku wygasł jego kontrakt z klubem, ale niedługo po tym podpisał nowy kontrakt z klubem PFK Sumy. 16 czerwca 2011 podał się do dymisji tak jak nie udało się awansować do Pierwszej lihi. 22 sierpnia 2011 powrócił do kierowania Zirką Kirowohrad, ale już 9 listopada 2011 został zwolniony z zajmowanego stanowiska. W lutym 2013 ponownie przystąpił do pracy trenerskiej w klubie Hirnyk-Sport Komsomolsk. Po wygaśnięciu kontraktu w grudniu 2016 postanowił nie kontynuować prace w klubie. W sierpniu 2018 dołączył do sztabu szkoleniowego Dynama Kijów. 13 września 2019 ponownie objął prowadzenie klubem Hirnyk-Sport Horiszni Pławni.

## Sukcesy i odznaczenia

### Sukcesy klubowe
- wicemistrz Ukrainy: 1995, 1996, 1998
- brązowy medalista Mistrzostw Ukrainy: 1994
- brązowy medalista Mistrzostw Rosji: 1996
- zdobywca Pucharu Ukrainy: 1994
- finalista Pucharu Intertoto: 1996